# Santiago (Puriscal)
Santiago è un distretto della Costa Rica, capoluogo del cantone di Puriscal, nella provincia di San José.